# Regionalliga West 2016-17
La temporada 2016-17 de la Regionalliga West corresponde a la 17.ª edición de la Cuarta División de Alemania. La fase regular comenzó a disputarse el 29 de julio de 2016 y terminó el 20 de mayo de 2017.

## Sistema de competición
Participan en la Regionalliga Nordost 18 clubes que, siguiendo un calendario establecido por sorteo, se enfrentan entre sí en dos partidos, uno en terreno propio y otro en campo contrario. El ganador de cada partido tiene tres puntos, el empate otorga un punto y la derrota, cero puntos.
El torneo se disputa entre los meses de julio de 2016 y mayo de 2017. Al término de la temporada, el primero clasificado jugará un partido de Play-Off contra otro campeón de otra Regionalliga mediante sorteo y el ganador asciende a la 3. Liga de la próxima temporada, los descensos no están definidos para equipos que ocupen determinada posición en la tabla, los equipos que pierdan la categoría serán dependiendo de los ascensos a 3. Liga y descensos de la misma, de igual manera para la Oberliga.

## Clubes Participantes
| Club                        | Ciudad            | Estadio                   | Aforo  |
| --------------------------- | ----------------- | ------------------------- | ------ |
| 1. FC Köln II               | Köln              | Franz-Kremer-Stadion      | 5.457  |
| Alemannia Aquisgrán         | Aquisgrán         | New Tivoli Stadion        | 32.960 |
| Borussia Dortmund II        | Dortmund          | Stadion Rote Erde         | 10.000 |
| Borussia Mönchengladbach II | Mönchengladbach   | Grenzlandstadion          | 10.000 |
| Wuppertaler SV              | Wuppertal         | Stadion am Zoo            | 23.067 |
| Bonner SC                   | Bonn              | Sportpark Nord            | 10.164 |
| FC Schalke 04 II            | Herne - Bottrop   | Mondpalast-Arena          | 13.500 |
| FC Viktoria Köln            | Köln              | Sportpark Höhenberg       | 12.000 |
| Fortuna Düsseldorf II       | Düsseldorf        | Paul-Janes-Stadion        | 7.150  |
| Rot-Weiß Oberhausen         | Oberhausen        | Stadion Niederrhein       | 21.318 |
| Rot-Weiss Essen             | Essen             | Stadion Essen             | 20.650 |
| SC Verl                     | Verl              | Stadion an der Poststraße | 5.001  |
| SC Wiedenbrück 2000         | Rheda-Wiedenbrück | Jahnstadion               | 4.000  |
| SG Wattenscheid 09          | Bochum            | Lohrheidestadion          | 16.233 |
| Sportfreunde Siegen         | Siegen            | Leimbachstadion           | 18.500 |
| TSG Sprockhövel             | Sprockhövel       | Stadion Im Baumhof        | 3.500  |
| SV Rödinghausen             | Rödinghausen      | Häcker Wiehenstadion      | 2.489  |
| Rot Weiss Ahlen             | Ahlen             | Wersestadion              | 12.500 |

## Clasificación
- Actualizado el 20 de mayo de 2017.

|  |     | Equipo                      | PJ | PG | PE | PP | GF | GC | DG  | PTS |
|  | --- | --------------------------- | -- | -- | -- | -- | -- | -- | --- | --- |
|  | 1.  | Viktoria Colonia            | 34 | 23 | 3  | 8  | 91 | 42 | +49 | 72  |
|  | 2.  | Borussia Dortmund II        | 34 | 16 | 15 | 3  | 54 | 25 | +29 | 63  |
|  | 3.  | Borussia Mönchengladbach II | 34 | 17 | 11 | 6  | 71 | 42 | +29 | 62  |
|  | 4.  | Rot-Weiß Oberhausen         | 34 | 18 | 5  | 11 | 69 | 50 | +19 | 59  |
|  | 5.  | Rot-Weiss Essen             | 34 | 14 | 13 | 7  | 48 | 35 | +13 | 55  |
|  | 6.  | Colonia II                  | 34 | 15 | 6  | 13 | 59 | 54 | +5  | 51  |
|  | 7.  | Alemannia Aquisgrán         | 34 | 16 | 11 | 7  | 51 | 39 | +12 | 50  |
|  | 8.  | Wattenscheid                | 34 | 14 | 8  | 12 | 51 | 44 | +7  | 50  |
|  | 9.  | Bonner                      | 34 | 14 | 6  | 14 | 60 | 61 | -1  | 48  |
|  | 10. | Rödinghausen                | 34 | 13 | 9  | 12 | 55 | 57 | -2  | 48  |
|  | 11. | Wuppertaler                 | 34 | 10 | 12 | 12 | 47 | 47 | 0   | 42  |
|  | 12. | Fortuna Düsseldorf II       | 34 | 10 | 11 | 13 | 44 | 51 | -7  | 41  |
|  | 13. | Verl                        | 34 | 9  | 13 | 12 | 37 | 49 | -12 | 40  |
|  | 14. | Wiedenbrück                 | 34 | 9  | 12 | 13 | 43 | 52 | -9  | 39  |
|  | 15. | Rot Weiss Ahlen             | 34 | 8  | 8  | 18 | 43 | 66 | -23 | 32  |
|  | 16. | Schalke 04 II               | 34 | 8  | 6  | 20 | 32 | 48 | -16 | 30  |
|  | 17. | Sprockhövel                 | 34 | 5  | 9  | 20 | 31 | 73 | -42 | 24  |
|  | 18. | Sportfreunde Siegen         | 34 | 5  | 6  | 23 | 31 | 82 | -51 | 21  |

| Leyenda |                                                           |
|         | Clasifica para el Play-Off de ascenso por 3. Liga 2017-18 |
|         | Posible descenso a Oberliga 2017-18                       |
|         | Descenso a Oberliga 2017-18                               |

## Resultados
- Los horarios corresponden al huso horario de Alemania (Hora central europea): UTC+1 en horario estándar y UTC+2 en horario de verano

### Primera vuelta
| Wuppertaler                 | 3 - 3 | Viktoria Colonia      | Stadion am Zoo               | 29 de julio  | 19:00 |
| Bonner                      | 2 - 1 | Fortuna Düsseldorf II | Sportpark Nord               | 30 de julio  | 14:00 |
| Sprockhövel                 | 0 - 0 | Rödinghausen          | German Flavours Travel Arena | 30 de julio  | 14:00 |
| Rot-Weiß Oberhausen         | 0 - 4 | Rot Weiss Ahlen       | Stadion Niederrhein          | 30 de julio  | 14:00 |
| Wattenscheid                | 1 - 2 | Verl                  | Lohrheidestadion             | 30 de julio  | 14:00 |
| Sportfreunde Siegen         | 0 - 1 | Alemannia Aachen      | Leimbachstadion              | 30 de julio  | 14:00 |
| Colonia II                  | 1 - 4 | Borussia Dortmund II  | Franz-Kremer-Stadion         | 30 de julio  | 14:00 |
| Wiedenbrück                 | 0 - 2 | Rot-Weiss Essen       | Jahnstadion                  | 31 de julio  | 14:00 |
| Borussia Mönchengladbach II | 3 - 0 | Schalke 04 II         | Grenzlandstadion             | 30 de agosto | 18:30 |

| Schalke 04 II         | 0 - 1 | Colonia II                  | Jahnstadion (Bottrop)     | 5 de agosto | 14:00 |
| Rödinghausen          | 0 - 2 | Wiedenbrück                 | Häcker Wiehenstadion      | 5 de agosto | 19:30 |
| Rot-Weiss Essen       | 2 - 1 | Bonner                      | Stadion Essen             | 5 de agosto | 19:30 |
| Borussia Dortmund II  | 2 - 0 | Sportfreunde Siegen         | Stadion Rote Erde         | 6 de agosto | 14:00 |
| Alemannia Aquisgrán   | 0 - 1 | Wattenscheid                | New Tivoli Stadion        | 6 de agosto | 14:00 |
| Verl                  | 1 - 0 | Rot-Weiß Oberhausen         | Stadion an der Poststraße | 6 de agosto | 14:00 |
| Rot Weiss Ahlen       | 5 - 0 | Sprockhövel                 | Wersestadion              | 6 de agosto | 14:00 |
| Fortuna Düsseldorf II | 2 - 2 | Wuppertaler                 | Paul-Janes-Stadion        | 6 de agosto | 14:00 |
| Viktoria Colonia      | 1 - 4 | Borussia Mönchengladbach II | Sportpark Höhenberg       | 6 de agosto | 14:00 |

| Bonner              | 3 - 2 | Rödinghausen                | Sportpark Nord               | 9 de agosto     | 19:30 |
| Wiedenbrück         | 5 - 1 | Rot Weiss Ahlen             | Jahnstadion                  | 9 de agosto     | 19:30 |
| Sprockhövel         | 2 - 2 | Verl                        | German Flavours Travel Arena | 9 de agosto     | 19:30 |
| Rot-Weiß Oberhausen | 0 - 2 | Alemannia Aachen            | Stadion Niederrhein          | 9 de agosto     | 19:30 |
| Wattenscheid        | 1 - 1 | Borussia Dortmund II        | Lohrheidestadion             | 9 de agosto     | 19:30 |
| Sportfreunde Siegen | 1 - 2 | Schalke 04 II               | Leimbachstadion              | 9 de agosto     | 19:30 |
| Viktoria Colonia    | 2 - 0 | Fortuna Düsseldorf II       | Sportpark Höhenberg          | 9 de agosto     | 19:30 |
| Wuppertaler         | 0 - 0 | Rot-Weiss Essen             | Stadion am Zoo               | 9 de agosto     | 19:30 |
| Colonia II          | 1 - 1 | Borussia Mönchengladbach II | Franz-Kremer-Stadion         | 19 de noviembre | 14:00 |

| Borussia Dortmund II  | 1 - 0 | Rot-Weiß Oberhausen         | Stadion Rote Erde         | 12 de agosto | 19:00 |
| Verl                  | 1 - 1 | Wiedenbrück                 | Stadion an der Poststraße | 12 de agosto | 19:00 |
| Alemannia Aquisgrán   | 0 - 0 | Sprockhövel                 | New Tivoli Stadion        | 13 de agosto | 14:00 |
| Rödinghausen          | 1 - 2 | Wuppertaler                 | Häcker Wiehenstadion      | 13 de agosto | 14:00 |
| Rot-Weiss Essen       | 0 - 4 | Viktoria Colonia            | Stadion Essen             | 13 de agosto | 14:00 |
| Fortuna Düsseldorf II | 0 - 1 | Borussia Mönchengladbach II | Paul-Janes-Stadion        | 13 de agosto | 14:00 |
| Schalke 04 II         | 0 - 2 | Wattenscheid                | Mondpalast-Arena          | 13 de agosto | 14:00 |
| Colonia II            | 1 - 1 | Sportfreunde Siegen         | Franz-Kremer-Stadion      | 14 de agosto | 14:00 |
| Bonner                | 3 - 1 | Rot Weiss Ahlen             | Sportpark Nord            | 14 de agosto | 15:30 |

| Borussia Mönchengladbach II | 1 - 1 | Sportfreunde Siegen  | Grenzlandstadion             | 20 de agosto     | 14:00 |
| Bonner                      | 1 - 0 | Verl                 | Sportpark Nord               | 20 de agosto     | 14:00 |
| Wiedenbrück                 | 0 - 0 | Alemannia Aquisgrán  | Jahnstadion                  | 20 de agosto     | 14:00 |
| Sprockhövel                 | 0 - 4 | Borussia Dortmund II | German Flavours Travel Arena | 20 de agosto     | 14:00 |
| Rot-Weiß Oberhausen         | 1 - 1 | Schalke 04 II        | Stadion Niederrhein          | 20 de agosto     | 14:00 |
| Wuppertaler                 | 4 - 0 | Rot Weiss Ahlen      | Stadion am Zoo               | 20 de agosto     | 14:00 |
| Viktoria Colonia            | 1 - 2 | Rödinghausen         | Sportpark Höhenberg          | 20 de septiembre | 19:30 |
| Wattenscheid                | 0 - 1 | Colonia II           | Lohrheidestadion             | 21 de septiembre | 19:30 |
| Fortuna Düsseldorf II       | 2 - 1 | Rot-Weiss Essen      | Paul-Janes-Stadion           | 16 de diciembre  | 18:30 |

| Borussia Dortmund II | 2 - 0 | Wiedenbrück                 | Stadion Rote Erde         | 26 de agosto | 19:00 |
| Alemannia Aachen     | 3 - 2 | Bonner                      | New Tivoli Stadion        | 26 de agosto | 19:30 |
| Colonia II           | 1 - 2 | Rot-Weiß Oberhausen         | Franz-Kremer-Stadion      | 26 de agosto | 19:30 |
| Verl                 | 2 - 2 | Wuppertaler                 | Stadion an der Poststraße | 27 de agosto | 14:00 |
| Rot-Weiss Ahlen      | 1 - 3 | Viktoria Colonia            | Wersestadion              | 27 de agosto | 14:00 |
| Rödinghausen         | 2 - 1 | Fortuna Düsseldorf II       | Häcker Wiehenstadion      | 27 de agosto | 14:00 |
| Schalke 04 II        | 2 - 0 | Sprockhövel                 | Jahnstadion (Bottrop)     | 27 de agosto | 14:00 |
| Rot-Weiss Essen      | 0 - 2 | Borussia Mönchengladbach II | Stadion Essen             | 27 de agosto | 14:00 |
| Sportfreunde Siegen  | 3 - 4 | Wattenscheid                | Leimbachstadion           | 30 de agosto | 20:15 |

| Rot-Weiss Essen             | 0 - 1 | Rödinghausen         | Stadion Essen                | 2 de septiembre  | 19:30 |
| Borussia Mönchengladbach II | 4 - 2 | Wattenscheid         | Grenzlandstadion             | 3 de septiembre  | 14:00 |
| Wiedenbrück                 | 1 - 2 | Schalke 04 II        | Jahnstadion                  | 3 de septiembre  | 14:00 |
| Rot-Weiß Oberhausen         | 7 - 1 | Sportfreunde Siegen  | Stadion Niederrhein          | 3 de septiembre  | 14:00 |
| Fortuna Düsseldorf II       | 1 - 0 | Rot Weiss Ahlen      | Paul-Janes-Stadion           | 3 de septiembre  | 14:00 |
| Viktoria Colonia            | 2 - 1 | Verl                 | Sportpark Höhenberg          | 3 de septiembre  | 14:00 |
| Wuppertaler                 | 2 - 2 | Alemannia Aquisgrán  | Stadion am Zoo               | 5 de septiembre  | 20:15 |
| Bonner                      | 2 - 2 | Borussia Dortmund II | Sportpark Nord               | 20 de septiembre | 19:30 |
| Sprockhövel                 | 0 - 5 | Colonia II           | German Flavours Travel Arena | 26 de octubre    | 19:30 |

| Borussia Dortmund II | 0 - 0 | Wuppertaler                 | Stadion Rote Erde         | 10 de septiembre | 14:00 |
| Alemannia Aquisgrán  | 0 - 1 | Viktoria Colonia            | New Tivoli Stadion        | 10 de septiembre | 14:00 |
| Verl                 | 2 - 0 | Fortuna Düsseldorf II       | Stadion an der Poststraße | 10 de septiembre | 14:00 |
| Rot Weiss Ahlen      | 0 - 3 | Rot-Weiss Essen             | Wersestadion              | 10 de septiembre | 14:00 |
| Rödinghausen         | 1 - 2 | Borussia Mönchengladbach II | Häcker Wiehenstadion      | 10 de septiembre | 14:00 |
| Sportfreunde Siegen  | 4 - 1 | Sprockhövel                 | Leimbachstadion           | 10 de septiembre | 14:00 |
| Colonia II           | 1 - 3 | Wiedenbrück                 | Franz-Kremer-Stadion      | 10 de septiembre | 14:00 |
| Schalke 04 II        | 0 - 5 | Bonner                      | Mondpalast-Arena          | 10 de septiembre | 14:00 |
| Wattenscheid         | 5 - 0 | Rot-Weiß Oberhausen         | Lohrheidestadion          | 11 de septiembre | 14:00 |

| Rot-Weiss Essen             | 2 - 0 | Verl                 | Stadion Essen                | 16 de septiembre | 19:30 |
| Bonner                      | 2 - 3 | Colonia II           | Sportpark Nord               | 17 de septiembre | 14:00 |
| Wiedenbrück                 | 3 - 0 | Sportfreunde Siegen  | Jahnstadion                  | 17 de septiembre | 14:00 |
| Sprockhövel                 | 0 - 2 | Wattenscheid         | German Flavours Travel Arena | 17 de septiembre | 14:00 |
| Fortuna Düsseldorf II       | 1 - 1 | Alemannia Aquisgrán  | Paul-Janes-Stadion           | 17 de septiembre | 14:00 |
| Viktoria Colonia            | 1 - 1 | Borussia Dortmund II | Sportpark Höhenberg          | 17 de septiembre | 14:00 |
| Wuppertaler                 | 0 - 2 | Schalke 04 II        | Stadion am Zoo               | 17 de septiembre | 14:00 |
| Borussia Mönchengladbach II | 2 - 2 | Rot-Weiß Oberhausen  | Grenzlandstadion             | 18 de septiembre | 14:00 |
| Rödinghausen                | 2 - 3 | Rot Weiss Ahlen      | Häcker Wiehenstadion         | 19 de noviembre  | 14:00 |

| Rot Weiss Ahlen      | 0 - 2 | Borussia Mönchengladbach II | Wersestadion              | 23 de septiembre | 19:30 |
| Borussia Dortmund II | 2 - 2 | Fortuna Düsseldorf II       | Stadion Rote Erde         | 24 de septiembre | 14:00 |
| Verl                 | 2 - 3 | Rödinghausen                | Stadion an der Poststraße | 24 de septiembre | 14:00 |
| Rot-Weiß Oberhausen  | 2 - 1 | Sprockhövel                 | Stadion Niederrhein       | 24 de septiembre | 14:00 |
| Wattenscheid         | 0 - 1 | Wiedenbrück                 | Lohrheidestadion          | 24 de septiembre | 14:00 |
| Sportfreunde Siegen  | 2 - 2 | Bonner                      | Leimbachstadion           | 24 de septiembre | 14:00 |
| Colonia II           | 0 - 1 | Wuppertaler                 | Franz-Kremer-Stadion      | 24 de septiembre | 14:00 |
| Schalke 04 II        | 1 - 2 | Viktoria Colonia            | Jahnstadion (Bottrop)     | 24 de septiembre | 14:00 |
| Alemannia Aachen     | 1 - 0 | Rot-Weiss Essen             | New Tivoli Stadion        | 25 de septiembre | 14:00 |

| Wiedenbrück                 | 0 - 2 | Rot-Weiß Oberhausen  | Jahnstadion          | 30 de septiembre | 19:30 |
| Borussia Mönchengladbach II | 3 - 1 | Sprockhövel          | Grenzlandstadion     | 1 de octubre     | 14:00 |
| Bonner                      | 2 - 3 | Wattenscheid         | Sportpark Nord       | 1 de octubre     | 14:00 |
| Rot Weiss Ahlen             | 1 - 2 | Verl                 | Wersestadion         | 1 de octubre     | 14:00 |
| Rödinghausen                | 0 - 1 | Alemannia Aachen     | Häcker Wiehenstadion | 1 de octubre     | 14:00 |
| Viktoria Colonia            | 2 - 4 | Colonia II           | Sportpark Höhenberg  | 1 de octubre     | 14:00 |
| Wuppertaler                 | 4 - 1 | Sportfreunde Siegen  | Stadion am Zoo       | 1 de octubre     | 14:00 |
| Rot-Weiss Essen             | 1 - 1 | Borussia Dortmund II | Stadion Essen        | 1 de octubre     | 15:30 |
| Fortuna Düsseldorf II       | 1 - 0 | Schalke 04 II        | Paul-Janes-Stadion   | 2 de octubre     | 14:30 |

| Colonia II           | 0 - 0 | Fortuna Düsseldorf II       | Franz-Kremer-Stadion         | 7 de octubre    | 14:00 |
| Verl                 | 0 - 2 | Borussia Mönchengladbach II | Stadion an der Poststraße    | 7 de octubre    | 19:00 |
| Sportfreunde Siegen  | 2 - 5 | Viktoria Colonia            | Leimbachstadion              | 7 de octubre    | 20:00 |
| Alemannia Aachen     | 3 - 1 | Rot Weiss Ahlen             | New Tivoli Stadion           | 8 de octubre    | 14:00 |
| Sprockhövel          | 3 - 3 | Wiedenbrück                 | German Flavours Travel Arena | 8 de octubre    | 14:00 |
| Rot-Weiß Oberhausen  | 5 - 1 | Bonner                      | Stadion Niederrhein          | 8 de octubre    | 14:00 |
| Wattenscheid         | 1 - 2 | Wuppertaler                 | Lohrheidestadion             | 8 de octubre    | 14:00 |
| Schalke 04 II        | 1 - 1 | Rot-Weiss Essen             | Mondpalast-Arena             | 19 de noviembre | 14:00 |
| Borussia Dortmund II | 1 - 0 | Rödinghausen                | Stadion Rote Erde            | 23 de noviembre | 19:30 |

| Verl                        | 1 - 1 | Alemannia Aquisgrán  | Stadion an der Poststraße | 14 de octubre | 19:00 |
| Borussia Mönchengladbach II | 0 - 0 | Wiedenbrück          | Grenzlandstadion          | 14 de octubre | 19:30 |
| Rot Weiss Ahlen             | 1 - 4 | Borussia Dortmund II | Wersestadion              | 14 de octubre | 19:30 |
| Bonner                      | 0 - 2 | Sprockhövel          | Sportpark Nord            | 15 de octubre | 14:00 |
| Rödinghausen                | 2 - 0 | Schalke 04 II        | Häcker Wiehenstadion      | 15 de octubre | 14:00 |
| Rot-Weiss Essen             | 5 - 2 | Colonia II           | Stadion Essen             | 15 de octubre | 14:00 |
| Viktoria Colonia            | 2 - 0 | Wattenscheid         | Sportpark Höhenberg       | 15 de octubre | 14:00 |
| Wuppertaler                 | 2 - 1 | Rot-Weiß Oberhausen  | Stadion am Zoo            | 15 de octubre | 14:00 |
| Fortuna Düsseldorf II       | 2 - 2 | Sportfreunde Siegen  | Paul-Janes-Stadion        | 16 de octubre | 14:00 |

| Wattenscheid         | 2 - 0 | Fortuna Düsseldorf II       | Lohrheidestadion             | 21 de octubre | 19:30 |
| Sportfreunde Siegen  | 1 - 5 | Rot-Weiss Essen             | Leimbachstadion              | 21 de octubre | 19:30 |
| Borussia Dortmund II | 2 - 0 | Verl                        | Stadion Rote Erde            | 22 de octubre | 14:00 |
| Alemannia Aquisgrán  | 2 - 4 | Borussia Mönchengladbach II | New Tivoli Stadion           | 22 de octubre | 14:00 |
| Wiedenbrück          | 1 - 3 | Bonner                      | Jahnstadion                  | 22 de octubre | 14:00 |
| Sprockhövel          | 1 - 1 | Wuppertaler                 | German Flavours Travel Arena | 22 de octubre | 14:00 |
| Rot-Weiß Oberhausen  | 0 - 2 | Viktoria Colonia            | Stadion Niederrhein          | 22 de octubre | 14:00 |
| Colonia II           | 0 - 3 | Rödinghausen                | Franz-Kremer-Stadion         | 22 de octubre | 14:00 |
| Schalke 04 II        | 3 - 1 | Rot Weiss Ahlen             | Mondpalast-Arena             | 23 de octubre | 15:00 |

| Borussia Mönchengladbach II | 1 - 2 | Bonner               | Grenzlandstadion          | 28 de octubre | 19:30 |
| Rot-Weiss Essen             | 0 - 0 | Wattenscheid         | Stadion Essen             | 28 de octubre | 19:30 |
| Verl                        | 2 - 1 | Schalke 04 II        | Stadion an der Poststraße | 29 de octubre | 14:00 |
| Rödinghausen                | 3 - 0 | Sportfreunde Siegen  | Häcker Wiehenstadion      | 29 de octubre | 14:00 |
| Fortuna Düsseldorf II       | 1 - 2 | Rot-Weiß Oberhausen  | Paul-Janes-Stadion        | 29 de octubre | 14:00 |
| Viktoria Colonia            | 5 - 0 | Sprockhövel          | Sportpark Höhenberg       | 29 de octubre | 14:00 |
| Wuppertaler                 | 1 - 1 | Wiedenbrück          | Stadion am Zoo            | 29 de octubre | 14:00 |
| Alemannia Aquisgrán         | 0 - 1 | Borussia Dortmund II | New Tivoli Stadion        | 29 de octubre | 15:30 |
| Rot Weiss Ahlen             | 1 - 1 | Colonia II           | Wersestadion              | 30 de octubre | 15:30 |

| Borussia Mönchengladbach II | 2 - 2 | Borussia Dortmund II  | Grenzlandstadion             | 4 de noviembre | 19:00 |
| Bonner                      | 3 - 0 | Wuppertaler           | Sportpark Nord               | 5 de noviembre | 14:00 |
| Wiedenbrück                 | 1 - 5 | Viktoria Colonia      | Jahnstadion                  | 5 de noviembre | 14:00 |
| Sprockhövel                 | 3 - 3 | Fortuna Düsseldorf II | German Flavours Travel Arena | 5 de noviembre | 14:00 |
| Wattenscheid                | 1 - 1 | Rödinghausen          | Lohrheidestadion             | 5 de noviembre | 14:00 |
| Colonia II                  | 2 - 0 | Verl                  | Franz-Kremer-Stadion         | 5 de noviembre | 14:00 |
| Sportfreunde Siegen         | 1 - 0 | Rot Weiss Ahlen       | Leimbachstadion              | 6 de noviembre | 14:30 |
| Schalke 04 II               | 2 - 1 | Alemannia Aquisgrán   | Mondpalast-Arena             | 6 de noviembre | 14:30 |
| Rot-Weiß Oberhausen         | 2 - 2 | Rot-Weiss Essen       | Stadion Niederrhein          | 6 de noviembre | 15:30 |

| Rot-Weiss Essen       | 3 - 2 | Sprockhövel                 | Stadion Essen             | 11 de noviembre | 19:30 |
| Alemannia Aachen      | 3 - 2 | Colonia II                  | New Tivoli Stadion        | 12 de noviembre | 14:00 |
| Verl                  | 2 - 0 | Sportfreunde Siegen         | Stadion an der Poststraße | 12 de noviembre | 14:00 |
| Rot Weiss Ahlen       | 3 - 3 | Wattenscheid                | Wersestadion              | 12 de noviembre | 14:00 |
| Rödinghausen          | 0 - 4 | Rot-Weiß Oberhausen         | Häcker Wiehenstadion      | 12 de noviembre | 14:00 |
| Fortuna Düsseldorf II | 1 - 2 | Wiedenbrück                 | Paul-Janes-Stadion        | 12 de noviembre | 14:00 |
| Viktoria Colonia      | 5 - 0 | Bonner                      | Sportpark Höhenberg       | 12 de noviembre | 14:00 |
| Wuppertaler           | 0 - 0 | Borussia Mönchengladbach II | Stadion am Zoo            | 12 de noviembre | 14:00 |
| Borussia Dortmund II  | 0 - 0 | Schalke 04 II               | Stadion Rote Erde         | 17 de diciembre | 14:30 |

### Segunda vuelta
| Fortuna Düsseldorf II | 3 - 0 | Bonner                      | Paul-Janes-Stadion        | 25 de noviembre | 18:30 |
| Rot-Weiss Essen       | 0 - 0 | Wiedenbrück                 | Stadion Essen             | 25 de noviembre | 19:30 |
| Schalke 04 II         | 0 - 3 | Borussia Mönchengladbach II | Mondpalast-Arena          | 26 de noviembre | 14:00 |
| Rödinghausen          | 2 - 1 | Sprockhövel                 | Häcker Wiehenstadion      | 26 de noviembre | 14:00 |
| Rot Weiss Ahlen       | 1 - 2 | Rot-Weiß Oberhausen         | Wersestadion              | 26 de noviembre | 14:00 |
| Verl                  | 1 - 1 | Wattenscheid                | Stadion an der Poststraße | 26 de noviembre | 14:00 |
| Borussia Dortmund II  | 2 - 1 | Colonia II                  | Stadion Rote Erde         | 26 de noviembre | 14:00 |
| Viktoria Colonia      | 5 - 1 | Wuppertaler                 | Sportpark Höhenberg       | 26 de noviembre | 14:00 |
| Alemannia Aachen      | 4 - 0 | Sportfreunde Siegen         | New Tivoli Stadion        | 29 de noviembre | 20:15 |

| Rot-Weiß Oberhausen         | 7 - 1 | Verl                  | Stadion Niederrhein          | 3 de diciembre | 14:00 |
| Sprockhövel                 | 0 - 0 | Rot Weiss Ahlen       | German Flavours Travel Arena | 3 de diciembre | 14:00 |
| Wiedenbrück                 | 1 - 1 | Rödinghuasen          | Jahnstadion                  | 3 de diciembre | 14:00 |
| Borussia Mönchengladbach II | 4 - 1 | Viktoria Colonia      | Grenzlandstadion             | 3 de diciembre | 14:00 |
| Colonia II                  | 2 - 1 | Schalke 04 II         | Franz-Kremer-Stadion         | 3 de diciembre | 14:00 |
| Wattenscheid                | 3 - 1 | Alemannia Aquisgrán   | Lohrheidestadion             | 4 de diciembre | 14:00 |
| Bonner                      | 1 - 2 | Rot-Weiss Essen       | Sportpark Nord               | 4 de diciembre | 14:00 |
| Wuppertaler                 | 5 - 1 | Fortuna Düsseldorf II | Stadion am Zoo               | 10 de febrero  | 19:00 |
| Sportfreunde Siegen         | 0 - 4 | Borussia Dortmund II  | Leimbachstadion              | 4 de abril     | 19:30 |

| Borussia Mönchengladbach II | 2 - 1 | Colonia II          | Grenzlandstadion          | 10 de diciembre | 14:00 |
| Rödinghausen                | 3 - 2 | Bonner              | Häcker Wiehenstadion      | 10 de diciembre | 14:00 |
| Alemannia Aachen            | 1 - 0 | Rot-Weiß Oberhausen | New Tivoli Stadion        | 10 de diciembre | 14:00 |
| Borussia Dortmund II        | 1 - 0 | Wattenscheid        | Stadion Rote Erde         | 10 de diciembre | 14:00 |
| Fortuna Düsseldorf II       | 1 - 1 | Viktoria Colonia    | Paul-Janes-Stadion        | 10 de diciembre | 14:00 |
| Schalke 04 II               | 0 - 1 | Sportfreunde Siegen | Mondpalast-Arena          | 11 de diciembre | 14:00 |
| Rot-Weiss Essen             | 1 - 0 | Wuppertaler         | Stadion Essen             | 11 de diciembre | 15:30 |
| Verl                        | 2 - 0 | Sprockhövel         | Stadion an der Poststraße | 11 de febrero   | 14:00 |
| Rot Weiss Ahlen             | 4 - 1 | Wiedenbrück         | Wersestadion              | 15 de marzo     | 19:00 |

| Wiedenbrück                 | 1 - 1 | Verl                  | Jahnstadion                  | 17 de febrero | 19:00 |
| Rot Weiss Ahlen             | 1 - 1 | Bonner                | Wersestadion                 | 18 de febrero | 14:00 |
| Wuppertaler                 | 4 - 1 | Rödinghausen          | Stadion am Zoo               | 18 de febrero | 14:00 |
| Viktoria Colonia            | 2 - 1 | Rot-Weiss Essen       | Sportpark Höhenberg          | 18 de febrero | 14:00 |
| Borussia Mönchengladbach II | 0 - 0 | Fortuna Düsseldorf II | Grenzlandstadion             | 18 de febrero | 14:00 |
| Wattenscheid                | 2 - 1 | Schalke 04 II         | Lohrheidestadion             | 19 de febrero | 14:00 |
| Sportfreunde Siegen         | 3 - 2 | Colonia II            | Leimbachstadion              | 19 de febrero | 14:30 |
| Sprockhövel                 | 1 - 1 | Alemannia Aquisgrán   | German Flavours Travel Arena | 15 de marzo   | 19:00 |
| Rot-Weiß Oberhausen         | 0 - 0 | Borussia Dortmund II  | Stadion Niederrhein          | 19 de abril   | 19:30 |

| Verl                 | 0 - 1 | Bonner                      | Stadion an der Poststraße | 25 de febrero | 14:00 |
| Alemannia Aachen     | 3 - 1 | Wiedenbrück                 | New Tivoli Stadion        | 25 de febrero | 14:00 |
| Borussia Dortmund II | 4 - 1 | Sprockhövel                 | Stadion Rote Erde         | 25 de febrero | 14:00 |
| Colonia II           | 2 - 1 | Wattenscheid                | Franz-Kremer-Stadion      | 25 de febrero | 14:00 |
| Rot-Weiss Essen      | 0 - 0 | Fortuna Düsseldorf II       | Stadion Essen             | 25 de febrero | 14:00 |
| Rot Weiss Ahlen      | 1 - 4 | Wuppertaler                 | Wersestadion              | 25 de febrero | 14:00 |
| Rödinghausen         | 0 - 4 | Viktoria Colonia            | Häcker Wiehenstadion      | 17 de abril   | 14:00 |
| Sportfreunde Siegen  | 0 - 1 | Borussia Mönchengladbach II | Leimbachstadion           | 2 de mayo     | 19:30 |
| Schalke 04 II        | 0 - 1 | Rot-Weiß Oberhausen         | Mondpalast-Arena          | 10 de mayo    | 18:30 |

| Bonner                      | 4 - 0 | Alemannia Aquisgrán  | Sportpark Nord               | 3 de marzo | 19:30 |
| Borussia Mönchengladbach II | 1 - 2 | Rot-Weiss Essen      | Grenzlandstadion             | 3 de marzo | 19:30 |
| Wiedenbrück                 | 1 - 1 | Borussia Dortmund II | Jahnstadion                  | 4 de marzo | 14:00 |
| Wuppertaler                 | 0 - 0 | Verl                 | Stadion am Zoo               | 4 de marzo | 14:00 |
| Viktoria Colonia            | 3 - 1 | Rot Weiss Ahlen      | Sportpark Höhenberg          | 4 de marzo | 14:00 |
| Fortuna Düsseldorf II       | 4 - 3 | Rödinghausen         | Paul-Janes-Stadion           | 4 de marzo | 14:00 |
| Wattenscheid                | 3 - 0 | Sportfreunde Siegen  | Lohrheidestadion             | 4 de marzo | 14:00 |
| Rot-Weiß Oberhausen         | 3 - 1 | Colonia II           | Stadion Niederrhein          | 4 de marzo | 14:00 |
| Sprockhövel                 | 1 - 0 | Schalke 04 II        | German Flavours Travel Arena | 4 de marzo | 15:30 |

| Wattenscheid         | 3 - 2 | Borussia Mönchengladbach II | Lohrheidestadion          | 11 de marzo | 14:00 |
| Borussia Dortmund II | 2 - 0 | Bonner                      | Stadion Rote Erde         | 11 de marzo | 14:00 |
| Schalke 04 II        | 1 - 2 | Wiedenbrück                 | Jahnstadion (Bottrop)     | 11 de marzo | 14:00 |
| Colonia II           | 3 - 0 | Sprockhövel                 | Franz-Kremer-Stadion      | 11 de marzo | 14:00 |
| Sportfreunde Siegen  | 0 - 2 | Rot-Weiß Oberhausen         | Leimbachstadion           | 11 de marzo | 14:00 |
| Rödinghausen         | 1 - 1 | Rot-Weiss Essen             | Häcker Wiehenstadion      | 11 de marzo | 14:00 |
| Rot Weiss Ahlen      | 1 - 0 | Fortuna Düsseldorf II       | Wersestadion              | 11 de marzo | 14:00 |
| Verl                 | 1 - 2 | Viktoria Colonia            | Stadion an der Poststraße | 11 de marzo | 14:00 |
| Alemannia Aachen     | 1 - 0 | Wuppertaler                 | New Tivoli Stadion        | 11 de marzo | 14:00 |

| Wuppertaler                 | 1 - 0 | Borussia Dortmund II | Stadion am Zoo               | 17 de marzo | 19:30 |
| Fortuna Düsseldorf II       | 2 - 3 | Verl                 | Paul-Janes-Stadion           | 18 de marzo | 14:00 |
| Rot-Weiss Essen             | 2 - 2 | Rot Weiss Ahlen      | Stadion Essen                | 18 de marzo | 14:00 |
| Borussia Mönchengladbach II | 1 - 2 | Rödinghausen         | Grenzlandstadion             | 18 de marzo | 14:00 |
| Sprockhövel                 | 2 - 0 | Sportfreunde Siegen  | German Flavours Travel Arena | 18 de marzo | 14:00 |
| Wiedenbrück                 | 2 - 3 | Colonia II           | Jahnstadion                  | 18 de marzo | 14:00 |
| Viktoria Colonia            | 1 - 2 | Alemannia Aachen     | Sportpark Höhenberg          | 19 de marzo | 14:00 |
| Bonner                      | 0 - 0 | Schalke 04 II        | Sportpark Nord               | 19 de marzo | 14:00 |
| Rot-Weiß Oberhausen         | 1 - 0 | Wattenscheid         | Stadion Niederrhein          | 21 de marzo | 19:00 |

| Colonia II           | 2 - 0 | Bonner                      | Franz-Kremer-Stadion      | 13 de febrero | 14:00 |
| Verl                 | 0 - 0 | Rot-Weiss Essen             | Stadion an der Poststraße | 24 de marzo   | 19:00 |
| Rot-Weiß Oberhausen  | 3 - 1 | Borussia Mönchengladbach II | Stadion Niederrhein       | 25 de marzo   | 14:00 |
| Sportfreunde Siegen  | 1 - 1 | Wiedenbrück                 | Leimbachstadion           | 25 de marzo   | 14:00 |
| Wattenscheid         | 2 - 0 | Sprockhövel                 | Lohrheidestadion          | 25 de marzo   | 14:00 |
| Borussia Dortmund II | 2 - 3 | Viktoria Colonia            | Stadion Rote Erde         | 25 de marzo   | 14:00 |
| Schalke 04 II        | 4 - 2 | Wuppertaler                 | Mondpalast-Arena          | 25 de marzo   | 14:00 |
| Rot Weiss Ahlen      | 0 - 2 | Rödinghausen                | Wersestadion              | 26 de marzo   | 14:00 |
| Alemannia Aquisgrán  | 1 - 1 | Fortuna Düsseldorf II       | New Tivoli Stadion        | 4 de abril    | 19:00 |

| Rot-Weiss Essen             | 1 - 2 | Alemannia Aachen     | Stadion Essen                | 31 de marzo | 19:30 |
| Fortuna Düsseldorf II       | 3 - 2 | Borussia Dortmund II | Paul-Janes-Stadion           | 1 de abril  | 14:00 |
| Rödinghausen                | 5 - 2 | Verl                 | Häcker Wiehenstadion         | 1 de abril  | 14:00 |
| Borussia Mönchengladbach II | 4 - 0 | Rot Weiss Ahlen      | Grenzlandstadion             | 1 de abril  | 14:00 |
| Sprockhövel                 | 2 - 3 | Rot-Weiß Oberhausen  | German Flavours Travel Arena | 1 de abril  | 14:00 |
| Wiedenbrück                 | 3 - 0 | Wattenscheid         | Jahnstadion                  | 1 de abril  | 14:00 |
| Bonner                      | 4 - 2 | Sportfreunde Siegen  | Sportpark Nord               | 1 de abril  | 14:00 |
| Wuppertaler                 | 1 - 3 | Colonia II           | Stadion am Zoo               | 1 de abril  | 14:00 |
| Viktoria Colonia            | 2 - 0 | Schalke 04 II        | Sportpark Höhenberg          | 1 de abril  | 14:00 |

| Sprockhövel          | 1 - 3 | Borussia Mönchengladbach II | German Flavours Travel Arena | 8 de abril | 14:00 |
| Wattenscheid         | 3 - 0 | Bonner                      | Lohrheidestadion             | 8 de abril | 14:00 |
| Rot-Weiß Oberhausen  | 3 - 1 | Wiedenbrück                 | Stadion Niederrhein          | 8 de abril | 14:00 |
| Verl                 | 0 - 2 | Rot Weiss Ahlen             | Stadion an der Poststraße    | 8 de abril | 14:00 |
| Alemannia Aachen     | 4 - 1 | Rödinghausen                | New Tivoli Stadion           | 8 de abril | 14:00 |
| Borussia Dortmund II | 1 - 1 | Rot-Weiss Essen             | Stadion Rote Erde            | 8 de abril | 14:00 |
| Colonia II           | 2 - 0 | Viktoria Colonia            | Franz-Kremer-Stadion         | 8 de abril | 14:00 |
| Sportfreunde Siegen  | 1 - 0 | Wuppertaler                 | Leimbachstadion              | 8 de abril | 14:00 |
| Schalke 04 II        | 4 - 0 | Fortuna Düsseldorf II       | Jahnstadion (Bottrop)        | 9 de abril | 14:00 |

| Fortuna Düsseldorf II       | 1 - 2 | Colonia II           | Paul-Janes-Stadion   | 22 de marzo | 14:00 |
| Rödinghausen                | 1 - 1 | Borussia Dortmund II | Häcker Wiehenstadion | 13 de abril | 19:30 |
| Borussia Mönchengladbach II | 2 - 2 | Verl                 | Grenzlandstadion     | 13 de abril | 19:30 |
| Wiedenbrück                 | 2 - 0 | Sprockhövel          | Jahnstadion          | 13 de abril | 19:30 |
| Bonner                      | 2 - 5 | Rot-Weiß Oberhausen  | Sportpark Nord       | 13 de abril | 19:30 |
| Wuppertaler                 | 1 - 2 | Wattenscheid         | Stadion am Zoo       | 13 de abril | 19:30 |
| Viktoria Colonia            | 5 - 0 | Sportfreunde Siegen  | Sportpark Höhenberg  | 13 de abril | 19:30 |
| Rot-Weiss Essen             | 1 - 0 | Schalke 04 II        | Stadion Essen        | 13 de abril | 19:30 |
| Rot Weiss Ahlen             | 1 - 1 | Alemannia Aquisgrán  | Wersestadion         | 15 de abril | 14:00 |

| Wiedenbrück          | 1 - 1 | Borussia Mönchengladbach II | Jahnstadion                  | 21 de abril | 19:00 |
| Alemannia Aquisgrán  | 1 - 1 | Verl                        | New Tivoli Stadion           | 21 de abril | 19:30 |
| Sportfreunde Siegen  | 0 - 3 | Fortuna Düsseldorf II       | Leimbachstadion              | 21 de abril | 19:30 |
| Sprockhövel          | 0 - 2 | Bonner                      | German Flavours Travel Arena | 22 de abril | 14:00 |
| Wattenscheid         | 1 - 5 | Viktoria Colonia            | Lohrheidestadion             | 22 de abril | 14:00 |
| Borussia Dortmund II | 1 - 1 | Rot Weiss Ahlen             | Stadion Rote Erde            | 22 de abril | 15:30 |
| Schalke 04 II        | 1 - 1 | Rödinghausen                | Jahnstadion (Bottrop)        | 23 de abril | 15:30 |
| Rot-Weiß Oberhausen  | 2 - 0 | Wuppertaler                 | Stadion Niederrhein          | 23 de abril | 15:30 |
| Colonia II           | 1 - 3 | Rot-Weiss Essen             | Franz-Kremer-Stadion         | 24 de abril | 19:30 |

| Rot Weiss Ahlen             | 2 - 1 | Schalke 04 II        | Wersestadion              | 28 de abril | 18:30 |
| Wuppertaler                 | 0 - 1 | Sprockhövel          | Stadion am Zoo            | 28 de abril | 19:30 |
| Verl                        | 0 - 0 | Borussia Dortmund II | Stadion an der Poststraße | 29 de abril | 14:00 |
| Borussia Mönchengladbach II | 3 - 3 | Alemannia Aquisgrán  | Grenzlandstadion          | 29 de abril | 14:00 |
| Bonner                      | 3 - 1 | Wiedenbrück          | Sportpark Nord            | 29 de abril | 14:00 |
| Viktoria Colonia            | 5 - 1 | Rot-Weiß Oberhausen  | Sportpark Höhenberg       | 29 de abril | 14:00 |
| Rot-Weiss Essen             | 2 - 1 | Sportfreunde Siegen  | Stadion Essen             | 29 de abril | 14:00 |
| Rödinghausen                | 2 - 2 | Colonia II           | Häcker Wiehenstadion      | 29 de abril | 14:00 |
| Fortuna Düsseldorf II       | 2 - 0 | Wattenscheid         | Paul-Janes-Stadion        | 30 de abril | 14:00 |

| Wattenscheid         | 0 - 0 | Rot-Weiss Essen             | Lohrheidestadion             | 5 de mayo | 19:30 |
| Rot-Weiß Oberhausen  | 1 - 1 | Fortuna Düsseldorf II       | Stadion Niederrhein          | 5 de mayo | 19:30 |
| Bonner               | 4 - 4 | Borussia Mönchengladbach II | Sportpark Nord               | 6 de mayo | 14:00 |
| Schalke 04 II        | 0 - 0 | Verl                        | Jahnstadion (Bottrop)        | 6 de mayo | 14:00 |
| Colonia II           | 4 - 2 | Rot Weiss Ahlen             | Franz-Kremer-Stadion         | 6 de mayo | 14:00 |
| Sportfreunde Siegen  | 1 - 1 | Rödinghausen                | Leimbachstadion              | 6 de mayo | 14:00 |
| Sprockhövel          | 3 - 2 | Viktoria Colonia            | German Flavours Travel Arena | 6 de mayo | 14:00 |
| Wiedenbrück          | 0 - 0 | Wuppertaler                 | Jahnstadion                  | 6 de mayo | 14:00 |
| Borussia Dortmund II | 0 - 0 | Alemannia Aquisgrán         | Stadion Rote Erde            | 7 de mayo | 14:00 |

| Borussia Dortmund II  | 2 - 1 | Borussia Mönchengladbach II | Stadion Rote Erde         | 13 de mayo | 14:00 |
| Wuppertaler           | 0 - 0 | Bonner                      | Stadion am Zoo            | 13 de mayo | 14:00 |
| Viktoria Colonia      | 4 - 0 | Wiedenbrück                 | Sportpark Höhenberg       | 13 de mayo | 14:00 |
| Fortuna Düsseldorf II | 2 - 1 | Sprockhövel                 | Paul-Janes-Stadion        | 13 de mayo | 14:00 |
| Rot-Weiss Essen       | 3 - 2 | Rot-Weiß Oberhausen         | Stadion Essen             | 13 de mayo | 14:00 |
| Rödinghausen          | 2 - 2 | Wattenscheid                | Häcker Wiehenstadion      | 13 de mayo | 14:00 |
| Rot Weiss Ahlen       | 1 - 0 | Sportfreunde Siegen         | Wersestadion              | 13 de mayo | 14:00 |
| Verl                  | 1 - 1 | Colonia II                  | Stadion an der Poststraße | 13 de mayo | 14:00 |
| Alemannia Aachen      | 3 - 2 | Schalke 04 II               | New Tivoli Stadion        | 13 de mayo | 14:00 |

| Schalke 04 II               | 0 - 1 | Borussia Dortmund II  | Jahnstadion (Bottrop)        | 20 de mayo | 14:00 |
| Colonia II                  | 1 - 2 | Alemannia Aachen      | Franz-Kremer-Stadion         | 20 de mayo | 14:00 |
| Sportfreunde Siegen         | 1 - 2 | Verl                  | Leimbachstadion              | 20 de mayo | 14:00 |
| Wattenscheid                | 0 - 0 | Rot Weiss Ahlen       | Lohrheidestadion             | 20 de mayo | 14:00 |
| Rot-Weiß Oberhausen         | 3 - 4 | Rödinghausen          | Stadion Niederrhein          | 20 de mayo | 14:00 |
| Sprockhövel                 | 1 - 1 | Rot-Weiss Essen       | German Flavours Travel Arena | 20 de mayo | 14:00 |
| Wiedenbrück                 | 1 - 2 | Fortuna Düsseldorf II | Jahnstadion                  | 20 de mayo | 14:00 |
| Bonner                      | 2 - 0 | Viktoria Colonia      | Sportpark Nord               | 20 de mayo | 14:00 |
| Borussia Mönchengladbach II | 4 - 2 | Wuppertaler           | Grenzlandstadion             | 20 de mayo | 14:00 |

### Campeón
|                                                                            |
| Bandera de Renania del Norte-Westfalia                                     |
| FC Viktoria Colonia 1.er Título Clasifica a la eliminatoria por la 3. Liga |

## Eliminatorias de ascenso
| 28 de mayo de 2017, 14:00 | Viktoria Colonia                   | 2:3 (0:2)                     | Carl Zeiss Jena             | Sportpark Höhenberg, Colonia                              |                                                           |
|                           | Wunderlich 78' (pen.) · Lanius 87' | DFB Reporte Soccerway Reporte | Thiele 21' 67' · Sucsuz 27' | Asistencia: 6241 espectadores Árbitro(s): Martin Petersen | Asistencia: 6241 espectadores Árbitro(s): Martin Petersen |

| 1 de junio de 2017, 17:00 | Carl Zeiss Jena | 0:1 (0:0)                     | Viktoria Colonia | Ernst-Abbe-Sportfeld, Jena  |                             |
|                           |                 | DFB Reporte Soccerway Reporte | Candan 81'       | Árbitro(s): Robert Schröder | Árbitro(s): Robert Schröder |

- Carl Zeiss Jena empató 3 - 3 en el marcador global, pero debido a la Regla del gol de visitante consigue el ascenso a la 3. Liga de la próxima temporada.

## Goleadores
- Actualizado el 23 de junio de 2016

| Pos. | Jugador | Equipo | Goles | Partidos | Media | Penalti |
| ---- | ------- | ------ | ----- | -------- | ----- | ------- |
| 1°   | TBD     |        |       |          |       |         |
| 2°   | TBD     |        |       |          |       |         |
| 3°   | TBD     |        |       |          |       |         |
| 4°   | TBD     |        |       |          |       |         |
| 5°   | TBD     |        |       |          |       |         |
| 6°   | TBD     |        |       |          |       |         |
| 7°   | TBD     |        |       |          |       |         |
| 8°   | TBD     |        |       |          |       |         |
| 9°   | TBD     |        |       |          |       |         |
| 10°  | TBD     |        |       |          |       |         |